# Inamicul public nr. 1 (film din 1953)
Inamicul public nr. 1  (titlul original: în franceză L'Ennemi public nº 1) este un film de comedie franco-italian, realizat în 1953 de regizorul Henri Verneuil, protagoniști fiind actorii Fernandel, Zsa Zsa Gábor, Nicole Maurey și Alfred Adam. 

## Conținut
Joé Calvet, un american mediocru afectat de o miopie groaznică căruia îi plac filmele, ia din greșeală la un cinematograf, pardesiul unui gangster criminal. Din acel moment, este luat drept inamicul public numărul 1 și se trezește printr-un concurs de împrejurări, în mijlocul unor aventuri incredibile...

## Distribuție
- Fernandel – Joé Calvet, reprezentant echipament camping, foarte miop
- Zsa Zsa Gábor – Éléonore zisă „Lola” cea blondă
- Nicole Maurey – Peggy, colega lui Joé
- Alfred Adam – șeriful
- Jean Marchat – procurorul general al districtului
- Louis Seigner – directorul închisorii
- Saturnin Fabre – W.W. Stone, avocat
- Paolo Stoppa – Teddy „Tony” Fallone
- Tino Buazzelli – Parker, șeful poliției
- David Opatoshu – Slim, asasinul analfabet
- Carlo Ninchi – Nick O’Hara, polițistul
- Arturo Bragaglia – Jack, casierul
- Manuel Gary – Charly, sforăitorul
- Gugliemo Barnabo – Click
- Bob Ingarao – șeful poliției
- Jess Hahn – Walter, cel vicios, un complice a lui Fallone
- Cianfanelli – Abe, un asasin
- Robert Seller – un pastor
- René Hell – l’Ancien, un deținut
- Michel Ardan – un inspector
- Paul Barge – gardianul șef
- Emile Genevois – un deținut
- Philippe Richard – directorul
- Harry Max – barmanul
- Franck Maurice – un supraveghetor
- Pierre Leproux – un gardian, în timpul reconstituirii
- Marcel Rouzé – un inspector
- Jack Ary – un jurnalist
- René Mazé – un vânzător de ziare
- André Dalibert – un supraveghetor
- Robert Mercier – un supraveghetor
- Jean Gautrat
- Jacques Berger